# 武田修美
武田 修美（たけだ おさみ）は新潟県出身の実業家。

## 経歴
新潟県立吉田高等学校、新潟会計ビジネス専門学校卒業。
大病を患ったことから、自動車会社を退社後に家業の武田金型製作所へ。
その後、マルチメディア事業部及び製品ブランド「mgn（エムジーエヌ）」を立ち上げる。
さらに、インターネットショップ「名刺入れ専門店 mgnet（マグネット）」を開店し、MGNET（マグネット）を設立、代表取締役に就任。
洋食器や金属加工の一大産地である新潟県燕市の技術による名刺入れ（メタルケース）が大ヒット、多くの国内外のメディアに取り上げられた。
また、金属加工技術によるマジックメタルはイギリス王室から評価され話題となった。
新たなファッションブランドの「FOR」が発表された。
商品開発に加えて、メディアを駆使したビジネス戦略、さらに地元のまちづくりや地域振興プロジェクトにも取り組む若手の実業家。